# Krivoklát
Krivoklát és un poble i municipi d'Eslovàquia que es troba a la regió de Trenčín.

## Història
La primera menció escrita de la vila es remunta al 1439.

## Demografia
| Godina             | 1994 | 2004    | 2014    | 2024   |
| ------------------ | ---- | ------- | ------- | ------ |
| Nombre de persones | 327  | 288     | 250     | 218    |
| Diferència         |      | −11,92% | −13,19% | −12,8% |

| Godina             | 2023 | 2024   |
| ------------------ | ---- | ------ |
| Nombre de persones | 219  | 218    |
| Diferència         |      | −0,45% |